# Anne Heaton
Anne Heaton (Rawalpindi, 19 novembre 1930 – 1º maggio 2020) è stata una ballerina britannica.

## Biografia
Nata a Rawalpindi, studiò danza a Birmingham dal 1937 al 1943, quando cominciò a perfezionarsi alla Sadler's Wells Ballet School. Nel 1954 fece il suo debutto con la Sadler's Wells Opera e l'anno successivo si unì al Sadler's Wells Theatre Ballet, con cui danzò nelle prime di balletti di Andé Howard e Frederick Ashton (Valses nobles et dentimentales, 1947). Molto apprezzata per le doti technice e considerata un'erede naturale di Margot Fonteyn, nel 1948 si unì alla compagnia stabile del Sadler's Wells al Covent Garden, il futuro Royal Ballet. L'anno successivo fu promossa al rango di prima ballerina della compagnia.
Nei dieci anni successivi danzò molti dei grandi ruoli del repertorio, come le protagonista di Les Sylphides e Giselle, ma calcò le scene anche in occasione delle prime assolute di balletti di Kenneth MacMillan, tra cui The Burrow (1958) e The Invitation (1960). Un infortunio pose fine alla sua carriera da ballerina nel 1959, anche se fece ancora qualche apprizione sulle scene fino al 1962. Moglie di John Field, dopo il ritiro insegnò danza all'Arts Educational School e si occupò di portare in scena diversi classici, tra cui Giselle per il Balletto Nazionale Iraniano nel 1971. Dal 1984 al 1991 co-diresse col marito la British Ballet Organisation.
È morta nel 2020 all'età di 89 anni.